# Flash (sång av Queen)
Flash är en låt av det brittiska rockbandet Queen som finns med på albumet Flash Gordon. Låten är soundtrack till filmen Blixt Gordon och är skriven av gruppens gitarrist, Brian May. 

## Listplaceringar
| Lista (1980-1981) | Topplacering |
| ----------------- | ------------ |
| Nederländerna     | 13           |
| Nya Zeeland       | 32           |
| Sverige           | 17           |
| Österrike         | 1            |